# Jastrzębiec (powiat włocławski)
Jastrzębiec – wieś w Polsce, położona w województwie kujawsko-pomorskim, w powiecie włocławskim, w gminie Boniewo.
W latach 1975–1998 Jastrzębiec administracyjnie należał do województwa włocławskiego.
Przed 2023 r. miejscowość była częścią wsi Lubomin Rządowy.